# Oliver Hudson
Oliver Rutledge Hudson (Los Angeles, 7 settembre 1976) è un attore statunitense.

## Biografia
Figlio della nota attrice Goldie Hawn e del cantante italoamericano Bill Hudson, dopo il divorzio dei genitori, cresce in Colorado assieme alla sorella minore Kate, alla madre e al suo compagno, Kurt Russell e al fratellastro Wyatt.
Inizia la sua carriera come assistente di produzione per il film Decisione critica, in seguito debutta nel film del 1999 Sperduti a Manhattan, film con protagonisti la madre e Steve Martin. Nel 2002 partecipa al film Vizi mortali, ma si mette in luce nel ruolo di Eddie Doling, interesse amoroso di Joey Potter, in sedici episodi di Dawson's Creek. Nello stesso anno viene incluso dalla rivista People nella lista dei 50 uomini più belli. 
Nel 2005 partecipa alla serie The Mountain. Nel 2006 recita in due film horror The Breed - La razza del male e Black Christmas - Un Natale rosso sangue; è poi stato impegnato con la sit-com Le regole dell'amore, in cui interpreta il ruolo di Adam.

## Vita privata
Ha una partecipazione molto sfortunata al Main Event delle World Series of Poker del 2005: viene eliminato dalla competizione da Sam Farha alla prima mano.
Il 9 giugno 2006 si è sposato in Messico con l'attrice Erinn Bartlett. La coppia ha tre figli: Wilder Brooks Hudson, nato il 23 agosto 2007, Bodhi Hawn Hudson, nato il 19 marzo 2010 e Rio Laura Hudson, nata nel luglio 2013.

## Filmografia parziale

### Cinema
- Sperduti a Manhattan (The Out-of-Towners), regia di Sam Weisman (1999)
- Vizi mortali (New Best Friend), regia di Zoe Clarke-Williams (2002)
- The Breed - La razza del male (The Breed), regia di Nicholas Mastandrea (2006)
- Black Christmas - Un Natale rosso sangue (Black Christmas), regia di Glen Morgan (2006)
- Un weekend da bamboccioni 2 (Grown Ups 2), regia di Dennis Dugan (2013)
- Una notte in giallo (Walk of Shame), regia di Steven Brill (2014)
- Qualcuno salvi il Natale (The Christmas Chronicles), regia di Clay Kaytis (2018)

### Televisione
- My Guide to Becoming a Rock Star – serie TV, 11 episodi (2002)
- Dawson's Creek – serie TV, 16 episodi (2002-2003)
- The Mountain – serie TV, 13 episodi (2004-2005)
- Apocalypse - L'apocalisse (10.5: Apocalypse) – film TV, regia di John Lafia (2006)
- Nora Roberts - Carolina Moon (Carolina Moon), regia di Stephen Tolkin – film TV (2007)
- Le regole dell'amore (Rules of Engagement) – serie TV, 100 episodi (2007-2013)
- Nashville – serie TV, 40 episodi (2013-2015)
- Scream Queens – serie TV, 15 episodi (2015-2016)
- Medal of Honor – serie TV, episodio 1x07 (2018)
- Splitting Up Together – serie TV, 26 episodi (2018-2019)
- The Cleaning Lady – serie TV, 22 episodi (2022)
- And Just Like That... – serie TV, episodi 2x02-2x04 (2023)

## Doppiatori italiani
Nelle versioni in italiano delle opere in cui ha recitato, Oliver Hudson è stato doppiato da:
- Francesco Pezzulli in Nashville, Scream Queens
- Riccardo Niseem Onorato in Dawson's Creek
- Alessandro Tiberi in The Breed - la razza del male
- Marco De Risi in Black Cristhmas
- Stefano Crescentini in Le regole dell'amore
- Marco Vivio in Un Weekend da bamboccioni 2
- Davide Lepore in Apocalypse - l'apocalisse
- Alberto Bognanni in Una notte in giallo
- Edoardo Stoppacciaro in Qualcuno salvi il Natale
- Jacopo Venturiero in The Cleaning Lady
- Francesco Venditti in Splitting Up Together
- Christian Iansante in And Just Like That...